# NGC 1408
Coordenadas:  09h 39m 20s, −35° 31′ 30″
NGC 1408 é um objeto inexistente na constelação de Fornax. O objeto celeste foi descoberto em 19 de janeiro de 1865.